# Речная улица (Санкт-Петербург)
Речна́я улица — ныне официально не существующая улица в Кировском районе Санкт-Петербурга. Соединяет улицу Козлова с проспектом Стачек через бывшую Мостовую улицу. Протяжённость — 515 м.
Название возникло ориентировочно в предвоенный период. Связано оно с тем, что улица шла вдоль реки Новой. 6 декабря 1976 года её упразднили. 5 июня 2001 года название было восстановлено, однако 31 января 2017 года вновь упразднено.

## Здания и сооружения

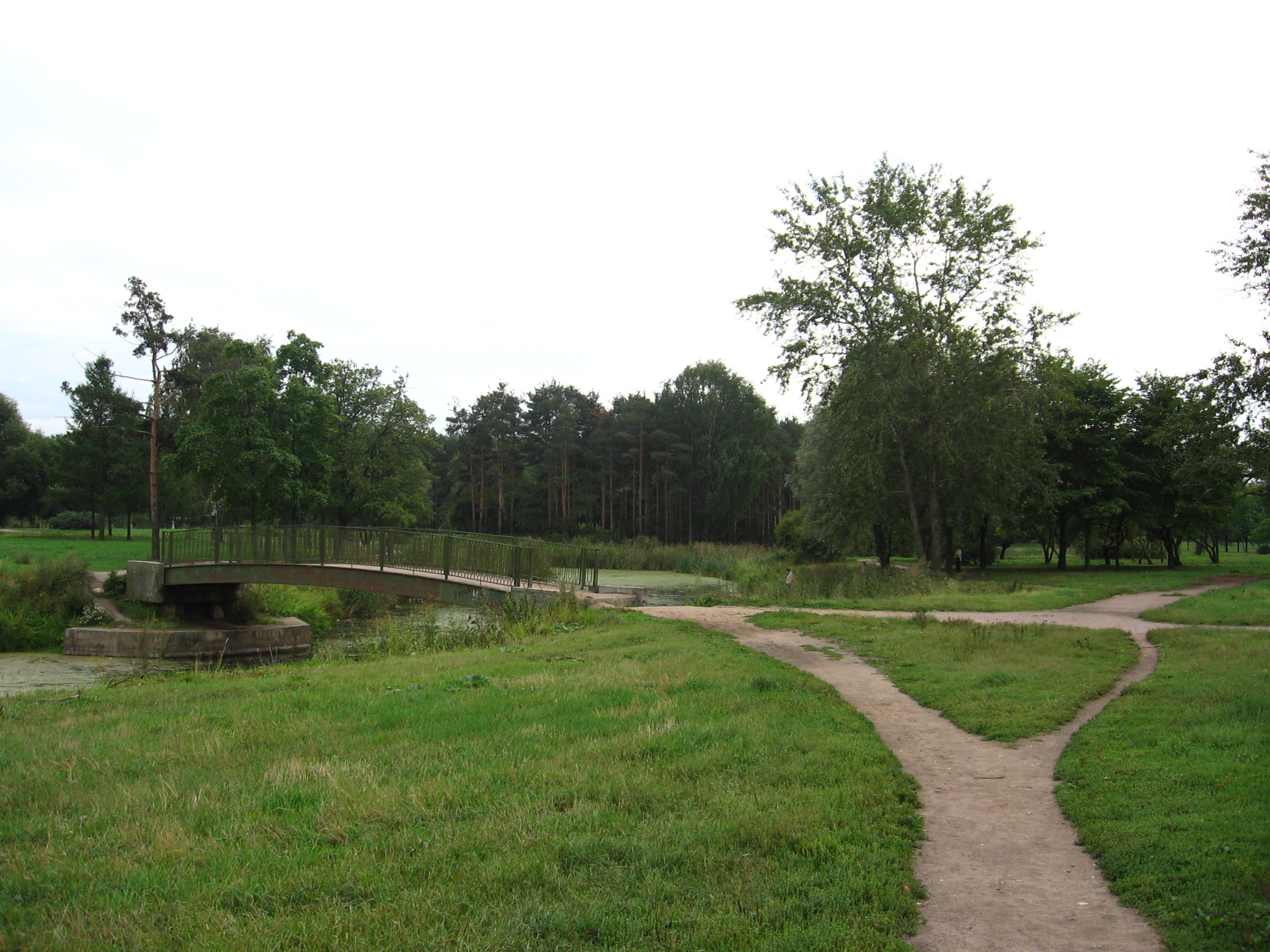
Парк Александрино

Строения как таковые отсутствуют: по обеим сторонам улицы раскинуты зелёные массивы и пруды парка Александрино (ранее существовавшая застройка была ликвидирована в 1970—1980-х гг.). Продолжение Речной улицы выходит к Чернышёвой даче.

## Транспорт
- Метро: «Проспект Ветеранов» (1600 м)
- Платформы: Ульянка (2220 м)